# Robert Englund
Robert Barton Englund (Glendale, 6 giugno 1947) è un attore, doppiatore e regista statunitense, noto al grande pubblico principalmente per il ruolo del mostruoso serial killer Freddy Krueger, protagonista della saga horror Nightmare.

## Biografia
Figlio di un ingegnere aeronautico di origini svedesi, dopo aver frequentato le scuole della Granada Hills High School, UCLA, termina gli studi all'università di Oakland. Una volta entrato nella Royal Academy of Dramatic Art inizia la sua attività di attore professionista. La prima partecipazione ad un'opera importante è nel 1974, quando recita nel film Buster and Billie. Da allora si contano più di 100 apparizioni significative tra telefilm e film.

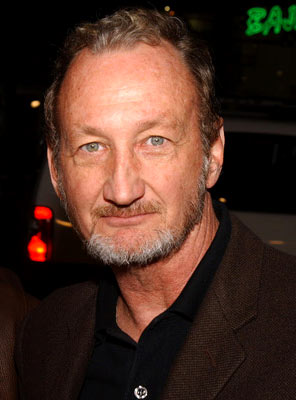
Robert Englund nel 2008

Partecipa anche al provino per il protagonista di Guerre stellari, Luke Skywalker, nel 1977, finendo per non essere scelto. Nella prima metà degli anni ottanta è uno dei protagonisti della miniserie TV V - Visitors, dove interpreta Willy, extraterrestre altruista e non violento. Nel 1984 veste i panni del personaggio Freddy Krueger, il maniaco omicida, della saga Nightmare, che uccide le sue vittime nei sogni, nato dalla mente di Wes Craven. Englund girerà otto film con questo personaggio, senza contare quelli televisivi. Il successo fu mondiale, tanto che, nel 2003, Krueger è stato inserito al 40º posto nella classifica stilata dall'AFI (American Film Institute) dei 100 migliori cattivi del cinema.
Nel 1989 ha interpretato il Fantasma nel film Il fantasma dell'opera.
Nel corso della sua lunga carriera, ha più volte interpretato se stesso. Nel 2005 è nel cast di 2001 Maniacs, remake del film del 1964 2000 Maniacs.
In Italia, nel 2003, ha preso parte al film Il ritorno di Cagliostro di Ciprì e Maresco, interpretando Errol Douglas, un immaginario divo di Hollywood in declino.
È presente nel DLC speciale Call of the Dead, mappa Zombie contenuta in Escalation, di Call of Duty: Black Ops. Ha partecipato all'esecuzione del brano musicale dei Beatles, Let It Be collaborando con la rock band svedese Gyllene Tider, è presente anche nel videoclip della cover, assieme a molte altre star del cinema e della televisione.
Nel 2012 e nel 2015 prende parte agli ultimi due film della saga di Lake Placid.
Nel 2018, a distanza di 15 anni, torna ad interpretare Freddy Krueger nell'episodio speciale di Halloween della serie TV The Goldbergs. Nel 2011, tuttavia, aveva già dato voce a Freddy Krueger nel DLC di Mortal Kombat.
Nel 2022 partecipa alla quarta stagione della serie televisiva Stranger Things, interpretando il paziente psichiatrico cieco Victor Creel.

## Vita privata
Englund si è sposato per la prima volta con Elizabeth Gardner il 15 settembre 1968. Nel 1986 sposa in seconde nozze Roxanne Rogers e fra i due inizia anche un rapporto lavorativo: la donna recita nel primo film da regista di Englund 976 - Chiamata per il diavolo. Sul set di questo stesso film conosce la scenografa Nancy Booth, per la quale lascia la moglie. Sono sposati dal 1988.

## Filmografia

### Cinema
- Buster and Billie, regia di Daniel Petrie e Sidney Sheldon (1974)
- Slashed Dreams, regia di James Polakof (1975)
- Un gioco estremamente pericoloso (Hustle), regia di Robert Aldrich (1975)
- Il gigante della strada (Stay Hungry), regia di Bob Rafelson (1976)
- Candidato all'obitorio (St. Ives), regia di J. Lee Thompson (1976)
- È nata una stella (A Star Is Born), regia di Frank Pierson (1976) – non accreditato
- Quel motel vicino alla palude (Eaten Alive), regia di Tobe Hooper (1977)
- L'ultima frontiera (The Last of the Cowboys), regia di John Leone (1977)
- Un mercoledì da leoni (Big Wednesday), regia di John Milius (1978)
- Una strada chiamata domani (Bloodbrothers), regia di Robert Mulligan (1978)
- The Fifth Floor, regia di Howard Avedis (1978)
- Morti e sepolti (Dead & Buried), regia di Gary Sherman (1981)
- Il pianeta del terrore (Galaxy of Terror), regia di Bruce D. Clark (1981)
- Don't Cry, It's Only Thunder, regia di Peter Werner (1982)
- Nightmare - Dal profondo della notte (A Nightmare on Elm Street), regia di Wes Craven (1984)
- Nightmare 2 - La rivincita (A Nightmare on Elm Street 2: Freddy's Revenge) regia di Jack Sholder (1985)
- Mai troppo giovane per morire (Never Too Young to Die), regia di Gil Bettman (1986)
- Nightmare 3 - I guerrieri del sogno (A Nightmare on Elm Street 3: Dream Warriors), regia di Chuck Russell (1987)
- Nightmare 4 - Il non risveglio (A Nightmare on Elm Street 4: The Dream Master), regia di Renny Harlin (1988)
- Nightmare 5 - Il mito (A Nightmare on Elm Street 5: The Dream Child), regia di Stephen Hopkins (1989)
- C.H.U.D. II - Bud the Chud, regia di David Irving (1989) - non accreditato
- Il fantasma dell'Opera (The Phantom of the Opera), regia di Dwight H. Little (1989)
- Le avventure di Ford Fairlane (The Adventures of Ford Fairlane), regia di Renny Harlin (1990)
- Nightmare 6 - La fine (Freddy's Dead: The Final Nightmare), regia di Rachel Talalay (1991)
- Danza macabra (Danse Macabre), regia di Greydon Clark (1992)
- Le notti proibite del Marchese De Sade (Night Terrors), regia di Tobe Hooper  (1993)
- Nightmare - Nuovo incubo (Wes Craven's New Nightmare), regia di Wes Craven (1994)
- The Mangler - La macchina infernale (The Mangler), regia di Tobe Hooper (1995)
- La lengua asesina, regia di Alberto Sciamma (1996)
- The Vampyre Wars, regia di Hugh Parks (1996)
- Mind Breakers - Illusioni della mente (Starquest II), regia di Fred Gallo (1996)
- La compagnia degli strilloni (The Paper Brigade), regia di Blair Treu (1996)
- Wishmaster - Il signore dei desideri (Wishmaster), regia di Robert Kurtzman (1997)
- Perfect Target, regia di Sheldon Lettich (1997)
- Superfusi di testa (Meet the Deedles), regia di Steve Boyum (1998)
- Urban Legend, regia di Jamie Blanks (1998)
- Strangeland, regia di John Pieplow (1998)
- The Prince and the Surfer, regia di Arye Gross e Gregory Gieras (1999)
- Cold Sweat, regia di Ernie Mirich (2002)
- Wish You Were Dead, regia di Valerie McCaffrey (2002)
- Freddy vs. Jason, regia di Ronny Yu (2003)
- Kako los son, regia di Antonio Mitriceski (2003)
- Il ritorno di Cagliostro, regia di Daniele Ciprì e Franco Maresco (2003)
- Nessuno sa nulla (Nobody Knows Anything!), regia di William Tannen (2003)
- Dubbed and Dangerous 3, regia di Ara Paiaya (2004)
- 2001 Maniacs, regia di Tim Sullivan (2005)
- Il mistero di Lovecraft, regia di Federico Greco – documentario (2005)
- Repetition, regia di Dennis Burkley (2005)
- Hatchet, regia di Adam Green (2006)
- Behind the Mask - Vita di un serial killer (Behind the Mask: The Rise of Leslie Vernon), regia di Scott Glosserman (2006)
- The Heartstopper - Il potere del male (Heartstopper), regia di Bob Keen (2006)
- Jack Brooks: Monster Slayer, regia di Jon Knautz (2007)
- Red, regia di Trygve Allister Diesen e Lucky McKee (2008)
- Zombie Strippers, regia di Jay Lee (2008)
- Sinner - Peccato mortale (Night of the Sinner), regia di Alessandro Perrella (2009)
- I Want to Be a Soldier, regia di Christian Molina (2010)
- Underground Entertainment: The Movie, regia di Jim O'Rear e Bryan Wilson – documentario (2011)
- Good Day for It, regia di Nick Stagliano (2011)
- The Sexy Dark Ages, regia di Alex Fernie – cortometraggio (2011)
- Inkubus, regia di Glenn Ciano (2011)
- Strippers vs Werewolves, regia di Jonathan Glendening (2012)
- Zombie Mutation, regia di Adam A. Park (2012)
- Sanitarium, regia di Bryan Ortiz, Bryan Ramirez e Kerry Valderrama (2013)
- The Mole Man of Belmont Avenue, regia di Mike Bradecich e John LaFlamboy (2010)
- The Last Showing, regia di Phil Hawkins (2014)
- Fear Clinic, regia di Robert Hall (2014)
- Witches Blood, regia di Ryan Scott Weber (2014) - cameo
- Kantemir, regia di Ben Samuels (2015)
- The Midnight Man, regia di Travis Zariwny (2016)

### Televisione
- Nel tunnel dei misteri con Nancy Drew e gli Hardy Boys (The Hardy Boys/Nancy Drew Mysteries) – serie TV, episodio 1x10 (1977)
- Young Joe, the Forgotten Kennedy, regia di Richard T. Heffron – film TV (1977)
- Pepper Anderson agente speciale (Police Woman) – serie TV, episodio 4x16 (1978)
- The Courage and the Passion, regia di John Llewellyn Moxey – film TV (1978)
- The Ordeal of Patty Hearst, regia di Paul Wendkos – film TV (1979)
- Sulle strade della California (Police Story) – serie TV, 1 episodio (1979)
- Bolle di sapone (Soap) – serie TV, 2 episodi (1979)
- La soffiata (Mind Over Murder), regia di Ivan Nagy – film TV (1979)
- California Fever – serie TV, 1 episodio (1979)
- Paris – serie TV, 1 episodio (1979)
- Charlie's Angels – serie TV, episodio 4x20 (1980)
- Flo – serie TV, 1 episodio (1980)
- CHiPs – serie TV, episodio 4x10 (1981)
- Uno sceriffo contro tutti (Walking Tall) – serie TV, 1 episodio (1981)
- Cuore e batticuore (Hart to Hart) – serie TV, 1 episodio (1981)
- Thou Shalt Not Kill, regia di I.C. Rapoport – film TV (1982)
- Mysterious Two, regia di Gary Sherman – film TV (1982)
- Cassie & Co. – serie TV, 1 episodio (1982)
- The Fighter, regia di David Lowell Rich – film TV (1983)
- Starflight One (Starflight: The Plane That Couldn't Land), regia di Jerry Jameson – film TV (1983)
- Simon & Simon – serie TV, 1 episodio (1983)
- V - Visitors (V) – miniserie TV (1983)
- I Want to Live, regia di David Lowell Rich – film TV (1983)
- Manimal – serie TV, 1 episodio (1983)
- Hobson's Choice, regia di Gilbert Cates – film TV (1983)
- Journey's End, regia di Kent Gibson e Steven Schachter – film TV (1983)
- Alice – serie TV, 1 episodio (1984)
- Visitors II (V: The Final Battle) – miniserie TV (1984)
- Visitors (V) – serie TV (1984-1985)
- Hollywood Beat – serie TV, 1 episodio (1985)
- Giudice di notte (Night Court) – serie TV, 1 episodio (1985)
- Hunter – serie TV, 1 episodio (1985)
- MacGyver – serie TV, 1 episodio (1986)
- Supercar (Knight Rider) – serie TV, episodio 4x20 (1986)
- Nord e Sud II (North and South, Book II) – miniserie TV (1986)
- Downtown – serie TV, 14 episodi (1986-1987)
- Infidelity, regia di David Lowell Rich – film TV (1987)
- D.C. Follies – serie TV, 1 episodio (1988)
- Freddy's Nightmares – serie TV (1988-1990)
- Nightmare Cafe – serie TV (1992)
- Perry Mason: Serata con il morto (A Perry Mason Mystery: The Case of the Lethal Lifestyle), regia di Helaine Head – film TV (1994)
- Siero mortale (Mortal Fear), regia di Larry Shaw – film TV (1994)
- Legend – serie TV, 1 episodio (1995)
- Verità nascosta (The Unspoken Truth), regia di Peter Werner – film TV (1995)
- Walker Texas Ranger – serie TV, 1 episodio (1996)
- Babylon 5 – serie TV, 1 episodio (1996)
- I viaggiatori (Sliders) – serie TV, 1 episodio (1996)
- Sposati... con figli (Married with Children) – serie TV, 1 episodio (1997)
- The Jamie Foxx Show – serie TV, 1 episodio (1999)
- The Hughleys – serie TV, 1 episodio (1999)
- Python - Spirali di paura (Python), regia di Richard Clabaugh – film TV (2000)
- The Nightmare Room – serie TV, episodio 1x03 (2001)
- Streghe (Charmed) – serie TV, 1 episodio (2001)
- Windfall - Pioggia infernale (Windfall), regia di Gerry Lively – film TV (2001)
- Io sto con lei (I'm with Her) – serie TV, 1 episodio (2003)
- A Nightmare on Elm Street - Real Nightmares – serie TV (2005)
- Masters of Horror – serie TV, 1 episodio (2005)
- Bodog Music Battle of the Bands – serie TV, 1 episodio (2007)
- Black Swarm, regia di David Winning – film TV (2007)
- Fear Clinic – serie TV, 5 episodi (2009)
- Bones – serie TV, 1 episodio (2010)
- Chuck – serie TV, 1 episodio (2010)
- Supernatural – serie TV, 1 episodio (2010)
- Hawaii Five-0 – serie TV, 1 episodio (2011)
- Criminal Minds  – serie TV, episodio 7x19 (2012)
- Lake Placid 4 - Capitolo finale (Lake Placid: The Final Chapter), regia di Don Michael Paul – film TV (2012)
- Workaholics – serie TV, 1 episodio (2013)
- Lake Placid vs. Anaconda, regia di A.B. Stone – film TV (2015)
- The Goldbergs – serie TV, 1 episodio (2018)
- Stranger Things – serie TV, 9 episodi (2022)

### Doppiatore
- I Simpson – serie TV, 1 episodio (1998) - Freddy Krueger
- Justice League – serie TV, 3 episodi (2002-2005)
- Super Robot Monkey Team Hyperforce Go! – serie TV, 1 episodio (2004)
- The Batman – serie TV, 3 episodi (2005-2007)
- The Spectacular Spider-Man – serie TV, 4 episodi (2008-2009)
- The Super Hero Squad Show – serie TV, 1 episodio (2009)
- Regular Show – serie TV, 1 episodio (2011)
- Marvel Super Hero Squad - videogioco (2011)
- Call of Duty: Black Ops - videogioco (2011) - nel DLC Call of the Dead
- Green Lantern: The Animated Series – serie TV, 1 episodio (2012)
- Randy Cunningham: 9th Grade Ninja – serie TV, 1 episodio (2014)
- Teenage Mutant Ninja Turtles - Tartarughe Ninja – serie TV, 1 episodio (2014)
- Hulk e gli agenti S.M.A.S.H. – serie TV, 1 episodio (2015)
- Mortal Kombat - videogioco (2011)
- Choose or Die, regia di Toby Meakins (2022)

### Regista
- 976 - Chiamata per il diavolo (976-EVIL) (1988)
- Freddy's Nightmares – serie TV, 2 episodi (1989)
- Killer Pad (2008)

## Doppiatori italiani
Nelle versioni in italiano delle opere in cui ha recitato, Robert Englund è stato doppiato da:
- Sergio Di Stefano in Nightmare 4 - Il non risveglio, Nightmare 6 - La fine, Nightmare - Nuovo incubo, Freddy's Nightmares (versione VHS), The Mangler - La macchina infernale
- Franco Zucca in Nightmare 5 - Il mito, Freddy's Nightmares, Nightmare Cafe, I viaggiatori, Bones, Red
- Mino Caprio in L'ultima frontiera, Le avventure di Ford Fairlane, Babylon 5, Hawaii Five-O
- Gianni Giuliano in Lake Placid 4 - Capitolo finale, The Last Showing, The Goldbergs, Stranger Things
- Dario Penne in Sinner - Peccato mortale, Chuck, I Want to Be a Soldier
- Saverio Moriones ne Il pianeta del terrore, Masters of Horror
- Angelo Nicotra in Zombie Strippers, Lake Placid vs. Anaconda
- Giorgio Lopez ne Il gigante della strada, La compagnia degli strilloni
- Wladimiro Grana in Nightmare - Dal profondo della notte
- Giorgio Bandiera in Nightmare 2 - La rivincita
- Pierangelo Civera in Nightmare 3 - I guerrieri del sogno
- Sergio Tedesco in Hunter
- Massimo Giuliani in Charlie's Angels
- Glauco Onorato in Morti e sepolti
- Marco Mete in Urban Legend
- Paolo Poiret in È nata una stella
- Rodolfo Traversa in V - Visitors
- Stefano Carraro in Wishmaster - Il signore dei desideri
- Vittorio Stagni in Quel motel vicino alla palude
- Romano Malaspina ne Il fantasma dell'opera
- Roberto Del Giudice in Un mercoledì da leoni
- Luciano Roffi in Strangeland
- Oliviero Dinelli in Spirali di paura
- Fabrizio Pucci in Behind The Mask - Vita di un serial killer
- Massimo Corvo in Freddy vs. Jason
- Paolo Marchese in Hatchet
- Gerolamo Alchieri in Criminal Minds
- Ennio Coltorti in Windfall - pioggia infernale
- Antonio Sanna in Supernatural
- Fabrizio Russotto in The Heartstopper - Il potere del male
- Pino Ammendola in Good Day For It
- Carlo Valli in The Midnight Man

Da doppiatore è sostituito da:
- Alberto Sette in Call of Duty: Black Ops, Injustice 2
- Bruno Alessandro in Un mercoledì da leoni (Fly anziano/voce narrante)
- Mario Zucca in Justice League
- Paolo Marchese ne I Simpson
- Giorgio Lopez in The Spectacular Spiderman
- Daniele Demma in The Batman
- Davide Marzi in Hulk e gli agenti S.M.A.S.H.
- Massimo Corvo in Choose or Die